# Хаонія
39°52′40″ пн. ш. 20°00′00″ сх. д. / 39.87777778° пн. ш. 20° сх. д.
Хаонія або Хаон ( грецький Χαονία або Χάων) — назва північно-західної частини Епіру, батьківщини Epirote грецького племені хаонів.   Головне місто називалося Фініс . У « Енеїді » Вергілія Хаон був однойменним предком хаонів. 

## Ім'я
Згідно з міфологією, однойменним предком хаонів був Хаон. Етимологічно, область Χαονία «Chaonia», та  ім'я його жителів Χάονες «Chaones, Chaonians », походить від слова Χάων «Chaon», яке, в свою чергу, походить від грецького * χαϝ «місця з проваллями»; пор. Χάον ὄρος 'Chaon гора' в Арголида, χάος 'хаос, простір, безодня', χάσκω 'позіхати', χάσμα "Прірва, Ущелина. 

## Географія
Страбон у своїй « Географії»  розміщує Хаонію між Кераунськими горами на півночі та річкою Тіаміс на півдні. Римський історик Аппіан згадує Хаонію як південний кордон у своєму описі та географії Іллірії. 
Важливі міста Хаонії включають Cestrine (сучасні Filiates ), Химера (сучасний Himare ), Бутринті, Phoenice, Cassiope (сучасний Kassiópi ) Panormos, Ілліон (сучасний Despotiko ) Onchesmus (сучасний Sarandë ) і Antigonia.

## Міфологія
У « Енеїді» Вергілія Еней відвідує Хаонію і зустрічається з Андромахою та Геленою. Йому кажуть, що він повинен продовжити шлях до Італії, і доручають зустрітися з Сибілою щоб більш конкретно дізнатись про пророцтво долі Енея. 

## Зовнішні посилання
- Плутарх — Пірр
- Вергілій — Енеїда